# Monte Haçane
O monte Haçane (em turco:  Hasan Dağı; na Antiguidade: Argaios ou Mons Argeiopolis) é um estratovulcão extinto da Turquia, situado na  Anatólia Central, na província de Acsarai, junto à província de Niğde, 30 km a sudeste da cidade de Acsarai, 30 quilómetros a noroeste de Niğde e  70 km a sudoeste de Nevexequir.

## Descrição
O monte Haçane tem dois cumes principais, um com 3 253 m e outro com 3 069 m. É a segunda montanha mais alta da Anatólia Central, a seguir ao monte Argeu (em turco: Erciyes Dağı), que fica a pouco mais de 100 km a nordeste. Uma das caldeiras vulcânicas, com cerca de 5 km de diâmetro, formou-se em 7 500 a.C., um evento que muitos acreditam que foi registado em pinturas do Neolítico, embora tal seja controverso. No entanto, há provas geológicas em como houve erupções já no Holoceno, a época geológica que começou cerca de 9 500 a.C. e vai até ao presente.
Juntamente com as do Erciyes, as erupções Haçane estão na origem da peculiar paisagem geológica da Capadócia. O Haçane contribuiu principalmente para as formações rochosas da Capadócia ocidental, nomeadamente as de Acsarai e do vale de Ihlara. A montanha cobre uma área de 760 km² e o seu volume é de 354 km³.

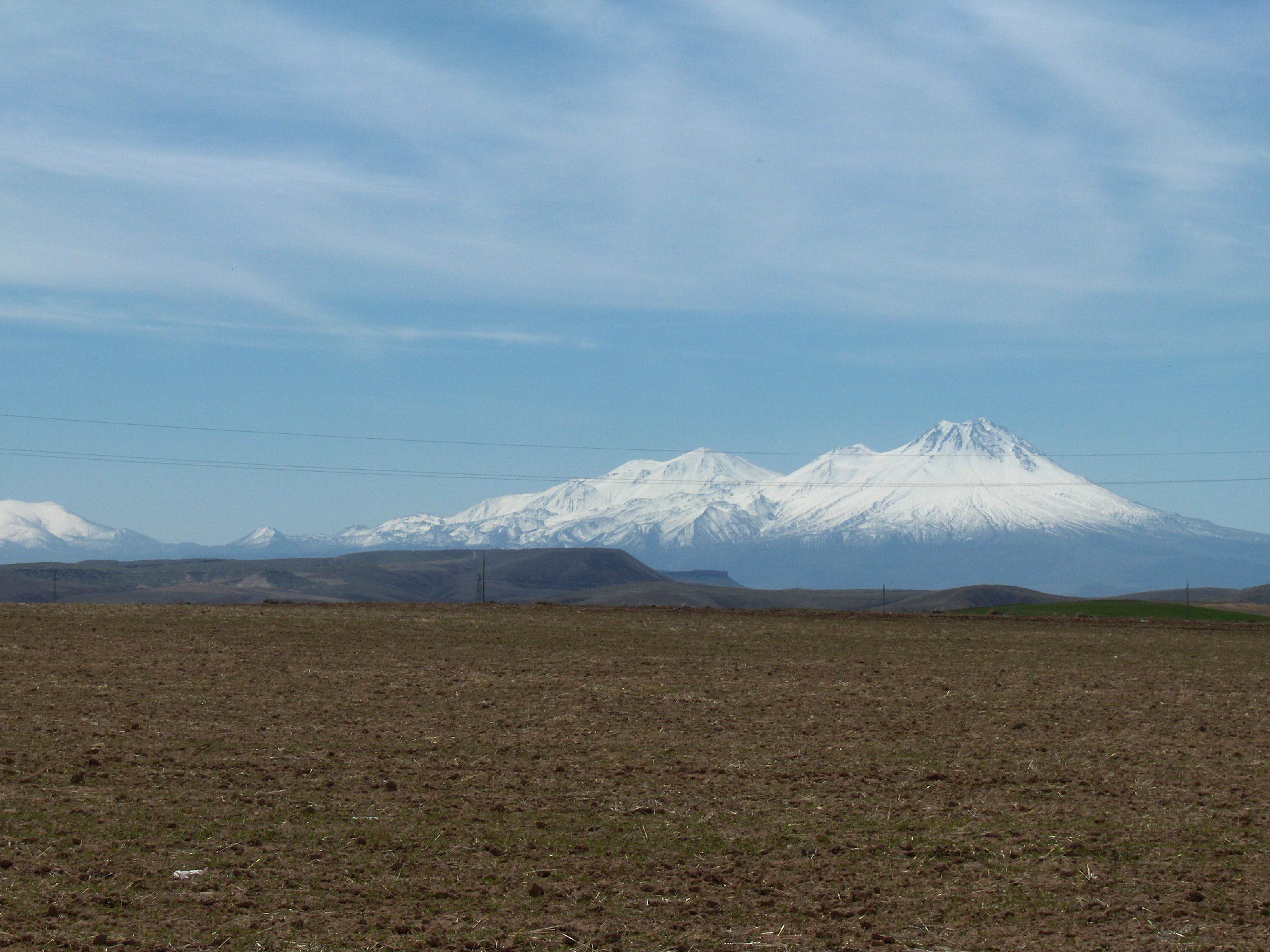

Os habitantes do povoado neolítico de Çatalhüyük (6 700 a.C.) , localizado 130 km a este-sudeste da montanha, recolhiam obsidiana das encostas do monte Haçane, que provavelmente usavam no comércio de bens de luxo com outros povos. Entre as descobertas arqueológicas de Çatalhüyük encontram-se espelhos feitos de obsidiana. A importância do monte Haçane na cultura de Çatalhüyük está patente naquela que é apontada por muitos historiadores de arte como a primeira pintura paisagística, uma pintura mural com mais de 7 000 anos, que muitos acreditam representar uma erupção do Haçane com as casas da povoação em primeiro plano.
O cume é acessível a pé, requerendo uma caminhada de aproximadamente seis horas. Os melhores pontos de partida para a ascensão ao cume são  Helvadere e Karkın. Sendo uma montanha praticamente isolada no meio de um vasto planalto, a vista do cimo alcança uma parte considerável do planalto da Anatólia Central, o lago Tuz, a Capadócia e os montes Tauro.